# Rochester (Michigan)
Rochester [ˈɹɑːtʃɪstɚ]  ist eine Stadt im Südosten des US-Staates Michigan. Dieser liegt im Norden der USA an der Grenze zu Kanada. Im Jahr 2020 zählte Rochester 13.035 Einwohner.

## Geographie
Rochester liegt nahe am westlichen Eriesee-Ufer und dicht an der Grenze Detroits, zu dessen Metropolitangebiet die Stadt zählt. Rochester gehört zum Verwaltungsbezirk Oakland County, einem der wohlhabendsten Countys der Welt. Es liegt an der sogenannten "Automation Alley", einem Gebiet, das seinen Namen einer Ballung von Firmensitzen verdankt, deren Produkte zur Hochtechnologie zählen. Dennoch ist Rochester in landschaftlich reizvoller Umgebung angesiedelt.

## Kultur und Sehenswürdigkeiten

### Geschichte
Die erste Niederlassung durch europäischstämmige Siedler in der Region von Oakland County fand am 17. März 1817 durch James Graham und seine Familie auf dem Gebiet des heutigen Rochester statt. Dieses Ereignis wird in Rochester noch heute alljährlich durch die Founders Day Celebration gefeiert.

### Bildung
Rochester ist Sitz der Oakland University, die im Jahr 1959 eröffnete. Außerdem hat die größte "law school" (entsprechend einer juristischen Fakultät) der USA einen Campus in Rochester; die private, als einzige nicht einer Universität angegliederte Thomas M. Cooley Law School aus Lansing, der Hauptstadt Michigans. In der Nachbarstadt Rochester Hills liegt das Rochester College.

Der Schuldistrikt Rochester, dessen Verwaltung in der Stadt Rochester liegt, umfasst Rochester Hills, Rochester, und den Charter Township von Oakland. Zu ihm gehören drei Public High Schools, fünf Public Middle Schools, fünfzehn Elementary Schools (davon zwei in Rochester selbst) und acht private Schulen, meist religiöser Prägung. Vier der Privatschulen liegen auf dem eigentlichen Stadtgebiet Rochesters, eine davon ist eine Montessori-Schule.

### Museen, Theater und andere kulturelle Einrichtungen
Meadow Brook Hall ist ein in einem großen Garten gelegenes Museum, welches den historischen Bau- und Wohnstil der Region veranschaulicht. Es ist das viertgrößte Museum dieser Art in den USA. Gebaut von 1926 bis 1929, war es ursprünglich der Wohnsitz von Matilda Dodge Wilson, der Witwe des Firmengründers der Automarke Dodge, John Francis Dodge. Das im Nachbarort gelegene Rochester Hill Museum at Van Hoosen Farm beschäftigt sich mit der Geschichte Rochesters und Oakland Countys.

Das 1967 gegründete Meadow Brook Theatre befindet sich auf dem Campus der Oakland University und ist das größte professionell, aber gemeinnützig arbeitende Theater in Michigan. In ihm treten auch international bekannte Künstler auf. Auch ein Symphonieorchester gehört seit 1961 zu den kulturellen Angeboten der Stadt. Außerdem besitzt Rochester eine professionelle Musikschule.

Rochester ist der Standort einer international bekannten Schule zur Ausbildung von Blindenführhunden.
Die Stadt besitzt sieben verschiedene Parks mit unterschiedlicher Gestaltung und Nutzung sowie vielfältige Sportstätten. Das Rochester Community House wurde im Rochester Municipal Park errichtet. Es dient als Treffpunkt für Vereine vielerlei Art und bietet Raum für private und öffentliche Veranstaltungen. Das Naturschutzgebiet Dinosaur Hill Nature Preserve bietet ein mit einem Award prämiertes Informationszentrum.
An der alten, mit Wasserkraft getriebenen Yates Cider Mill befindet sich eine auf traditionelle Weise Apfelcider produzierende Farm mit Besichtigungsmöglichkeiten und Rahmenprogramm.

## Persönlichkeiten
- Madonna verbrachte einen Teil ihrer Kindheit in Rochester. Sie machte ihren Schulabschluss 1976 an der Rochester Adams High School.
- Dita Von Teese, eine bekannte Burlesque-Tänzerin und Exfrau von Marilyn Manson, wurde 1972 in Rochester geboren und blieb dort bis zu ihrem zwölften Lebensjahr.
- Im Umland von Rochester leben viele in den USA sehr bekannte Sportler und einige weitere Prominente, darunter auch Eminem.
- Die 2002 hingerichtete Serienmörderin Aileen Wuornos wurde 1956 in Rochester geboren und wuchs dort auf.
- Der Eishockeyspieler Pat Peake, der beim NHL Entry Draft 1991 von den Washington Capitals ausgewählt wurde, wurde 1973 in Rochester geboren.
- Der Eishockeyspieler Max Jones, der beim NHL Entry Draft 2016 von den Anaheim Ducks ausgewählt wurde, wurde 1998 in Rochester geboren.
- Der Eishockeyspieler Jacob Trouba, der beim NHL Entry Draft 2012 von den Winnipeg Jets ausgewählt wurde und mittlerweile bei den New York Rangers unter Vertrag steht, wurde 1994 in Rochester geboren.
- Der Footballspieler Maxx Crosby wurde 1997 in Rochester geboren.